# ウェースプ鉄道事故

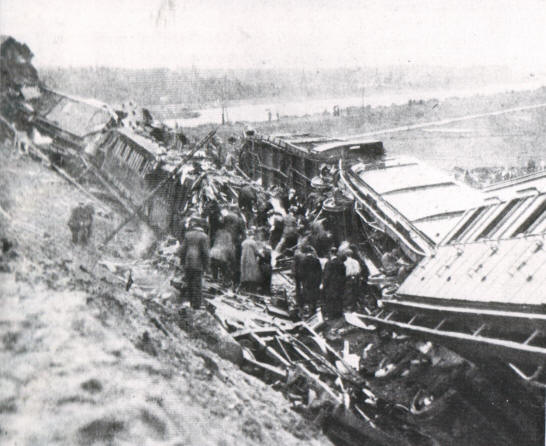
事故後の様子

ウェースプ鉄道事故（オランダ語: Treinramp bij Weesp）は、1918年9月13日にオランダのウェースプ付近で発生した鉄道事故である。死者41人、負傷者42人となり、1962年にハルメレン鉄道事故が発生するまでオランダの鉄道史上最悪の事故であった。
アメルスフォールト発アムステルダム行き第102列車がウェースプ付近のメルウェーデ運河 (Merwedekanaal) を渡る鉄道橋付近で脱線し斜面を転落した。様々な木造客車が破砕され多くの乗客が死傷した。

## 事故の経過

### 列車の編成
列車は二部で構成されていた。前方の車両はズヴォレから、後方の車両はエンスヘデから来ていた。ヒルフェルスムで別の車両が1両連結された。列車は最終的に客車が11両編成となり、HSM 520型機関車がこれを牽引していた。発車時刻はアメルスフォールトでは9時46分、ヒルフェルスムでは10時10分であった。時刻表によると列車はアムステルダムへ10時40分に到着しなければならなかった。

### 事故発生
メルウェーデ運河を渡る橋へ向けてウェースプ駅の勾配を上っていた時、築堤が長さ95mにわたって沈下した。これは事故が発生する間の豪雨および築堤の劣悪な補修作業により発生したものであった。崩壊した時には機関車がすでに橋の上に差し掛かっており、機関車は橋梁の鉄製部分と絡まった。機関車と炭水車は右に飛ばされた。炭水車は橋頭に横たわり、後続の荷物車は橋頭と接触するような姿勢で停止した。その車両の後続の客車3両は斜面を転落し互いに接触した。木造の上部は大きく破砕され、多くの死傷者を出した。The third carriage was also engulfed by the luggage carriage on the rear and a postal carriage, which because of the speed partially ended up next to the forward carriages.郵便車の後ろの車両は結局斜面を斜めに下ったが、ほとんど損傷していなかった。後方の車両は脱線したが軌道上に残っていた。

### 緊急支援
事故は10時25分に発生した。2分前にアムステルダム発ヒルフェルスム行き列車が通過していた。ウェースプ駅の所長は10時45分に警報を聞いた。事故を起こした列車にたまたま乗っていた外科医は応急処置を行い、すぐにウェースプから駆けつけた医師2人の助けを借りた。修道女4人もまた救済し、たまたま付近にいた軍人も同様のことを行った。列車の乗務員に死者はおらず、彼らもまた事故直後から救助作業に加わった。
At 11.40 the first aid train arrived from Naarden-Bussum followed by accident carriages and carriages for transporting wounded from Amsterdam.その後赤十字の列車も到着した。12時40分に最初の負傷した乗客および無傷の乗客がアムステルダムへ向けて出発できるようになった。事故の約2時間半後、最初の負傷者が救援列車に乗ってアムステルダムのマウダーポート駅に到着しOnze Lieve Vrouwe Gasthuis (nl) という病院へ搬送された。メルウェーデ運河を航行していた2隻の船は停止し負傷者をアムステルダムのBinnengasthuis (nl) へ輸送した。13時30分にタグボート1隻が2隻の船と負傷者36人とともにアムステルダムへ向けて出発し、続いてその30分後に1隻の船が32体の遺体を乗せて16時にWilhelmina Gasthuis (nl) へ到着した。

## 列車の経路変更
アムステルダム-アメルスフォールト間の列車は一時的にブルーケレンおよびユトレヒト経由へ経路を変更した。通勤輸送においては、ナールデン・ブッサムを発車しヒルフェルスムおよびユトレヒトを経由するアムステルダム行きの列車が数本あった。事故の6日後、鉄道輸送は最高速度5 km/hの制限付きで単線として再開した。12月2日、橋と築堤が修理された後、両方の軌道が再び完全に利用可能となった。

## 原因
事故後、レリー大臣を議長として調査委員会が設置された。調査は連日の降雨により築堤に大量の水が染み込んでいたと結論付け終了した。水を通りぬけさせることができない地層があったためこれは悪化した。またメルウェーデ運河からの浸透水もロームの築堤を通ってしみ出ていた。このため築堤の中の地下水位は地盤面の上まで上昇していた。列車が通過したことにより、築堤が振動しいくらかの液化した築堤が崩壊し土砂崩れが起きた。
事故がきっかけとなりデルフトの工科大学にLaboratorium voor Grondmechanicaが創設された。

## ウェースプ付近で発生したその他の鉄道事故
1953年6月19日、2本の旅客列車がウェースプ付近で衝突し2人が死亡した (nl) 。

## 文献
- （オランダ語） Op de Rails, 1968-10, blz. 223, ISSN 0030-3321
- （オランダ語） Spoorwegongevallen in Nederland, 1839–1993; Author: R.T. Jongerius, Edition: Schuyt & Co, 1993. Edition: Schuyt & Co, Haarlem, 1993. Part 22 in the book series by the Nederlandse Vereniging van Belangstellenden in het Spoor- en tramwegwezen, ISBN 90-6097-341-0.